# Кавсадзе, Кахи Давидович
Ка́хи Дави́дович Кавса́дзе (груз. კახი დავითის ძე კავსაძე; 5 июня 1935, Ткибули, Имеретия — 27 апреля 2021, Тбилиси) — советский и грузинский актёр театра и кино, ведущий актёр Тбилисского академического театра имени Шота Руставели. Народный артист Грузинской ССР (1981).

## Биография
Кахи Кавсадзе родился 5 июня 1935 года в городе Тифлис, в Грузинской ССР в семьe руководителя народного ансамбля песни и танца Грузии.
Кахи и его брат Имери были исключены из музыкальной школы для одарённых детей как сыновья врага народа.
В 1959 году окончил Тбилисский театральный институт им. Ш. Руставели. В 1966 году вступил в КПСС.
В 1969 году снялся в роли Абдуллы в фильме «Белое солнце пустыни».
В 1974—1980 годах снимался в цикле короткометражных фильмов по сценариям Резо Габриадзе, играя сильного, но простодушного Бесо/Кахи в компании хитрого Гиглы/Баадура (Баадура Цуладзе) и Авесалома/Берика (Гиви Берикашвили).
В 1981 году получил звание народного артиста Грузинской ССР.
В 1988 году в фильме режиссёра Резо Чхеидзе «Житие Дон Кихота и Санчо» сыграл Дон Кихота.
В 2001 году сыграл в спектакле «Птицы» Московского театра эстрады.
В 2011 году режиссёр Нана Джанелидзе сняла документальный фильм «Кахи Кавсадзе. А есть ли там театр?!». Фильм был удостоен премии «Ника» в номинации лучший фильм стран СНГ и Балтии.
В 2016 году получил награду «Золотой журавль» на Фестивале «Амурская осень 2016» за актёрскую работу в фильме «Тэли и Толи».
28 ноября 2020 года Кахи Кавсадзе заразился коронавирусом и был срочно госпитализирован; после почти трёх недель интенсивной терапии артист был выписан из больницы.
В феврале 2021 года он повторно заразился и снова был госпитализирован.
Скончался 27 апреля 2021 года в Тбилиси на 86-м году жизни. Похоронен 1 мая 2021 года в Тбилиси на Сабурталинском кладбище рядом с женой.

### Семья
Отец — Давид Кавсадзе родился в семье Сандро Кавсадзе (1873—1939): музыканта-фольклориста и близкого друга И. В. Сталина в период его учёбы в Тифлисской семинарии; впоследствии — основателя народного ансамбля песни и танца Грузии. После смерти отца руководителем ансамбля стал его сын Давид. В 1941 году Давид Кавсадзе ушёл на фронт; воевал; попал в плен и был заключён в концлагерь в Германии. В 1944 году стараниями эмигрантов-грузин, живших во Франции, был освобождён и приехал во Францию, где создал хор. Работал также в лагере Вустрау, под Берлином, где была сформирована т. н. «грузинская группа пропагандистов» для «будущего государственного аппарата освобождённой от большевизма Грузии». Под руководством Давида Кавсадзе в лагере был сформирован ансамбль грузинских песен и плясок. После возвращения в Советский Союз, согласно приказу № 270 от 16 августа 1941 года, был peпpecсирован, отправлен за Урал, в Сибирь, где умep в 1952 году так и не встретившись с семьёй.
Мать была врачом, педиатром, потом фтизиатром, работала в туберкулёзном диспансере. Однa поднималa сыновей.
Брат — Имери Кавсадзе, оперный певец.
Жена — Белла Мирианашвили (1938—1992), актриса.  Похоронена в Тбилиси на Сабурталинском кладбище.
- Дочь — Нанука, актриса Театра имени Руставели в Тбилиси.

- Сын — Ираклий, актёр, живёт в Вашингтоне[14].

## Творчество

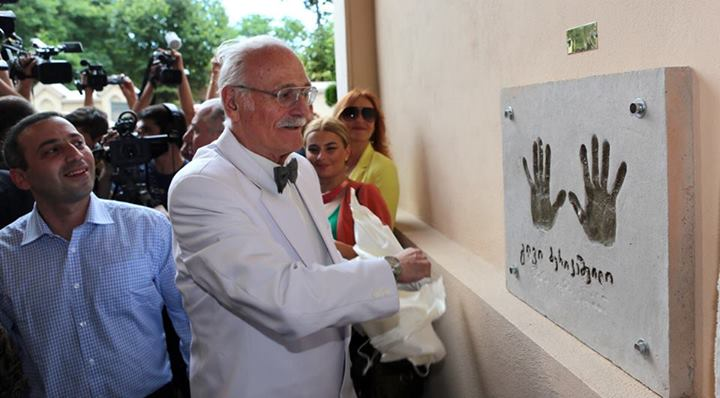
Во Дворце искусств Грузии

Всего Кахи Кавсадзе сыграл 98 ролей в кино и более 100 ролей в Тбилисском академическом театре имени Шота Руставели.

### Театральные роли
- В 2001 году сыграл в спектакле «Птицы» Московского театра эстрады по одноимённой пьесе драматурга Евгения Унгарда; в качестве его партнёров по сцене выступили Геннадий Хазанов и Вячеслав Войнаровский.

### Фильмография
| Год  |     | Название                                  | Роль                                                             |
| ---- | --- | ----------------------------------------- | ---------------------------------------------------------------- |
| 1957 | ф   | Песнь Этери                               | Мурман                                                           |
| 1957 | ф   | Лично известен                            | Карачохели                                                       |
| 1958 | ф   | Мамлюк                                    | Резо                                                             |
| 1959 | ф   | Цветок на снегу                           | Амиран Цикинджиладзе                                             |
| 1960 | ф   | Ровесник века                             | Ладо                                                             |
| 1961 | ф   | Чёртова дюжина                            | грузин                                                           |
| 1965 | ф   | Простите, вас ожидает смерть              | строитель                                                        |
| 1965 | кор | Награда                                   | Михо (новелла в киноальманахе «Страницы прошлого»)               |
| 1965 | ф   | Иные нынче времена                        | князь                                                            |
| 1965 | ф   | Лебедев против Лебедева                   | коллега Вальки Смирнова из Тбилиси                               |
| 1966 | ф   | Он убивать не хотел                       | Джамлет Дадиани                                                  |
| 1968 | ф   | Годен к нестроевой                        | Вахтанг Схиртладзе                                               |
| 1968 | ф   | Рубежи                                    | Имя персонажа не указано                                         |
| 1969 | ф   | Белое солнце пустыни                      | Чёрный Абдулла                                                   |
| 1970 | ф   | Жил певчий дрозд                          | участник застолья в ресторане                                    |
| 1970 | ф   | Девушка и солдат                          | лектор (новелла в киноальманахе «Мяч, перчатка и капитан»)       |
| 1971 | ф   | Ожерелье для моей любимой                 | Заур                                                             |
| 1973 | ф   | Мелодии Верийского квартала               | итальянский балетмейстер                                         |
| 1973 | ф   | Приключения Лазаре                        | дьякон Лавренти                                                  |
| 1973 | ф   | Саженцы                                   | Давит                                                            |
| 1973 | ф   | Щелчки                                    | заместитель директора                                            |
| 1974 | ф   | Пари                                      | Бесо                                                             |
| 1975 | ф   | Лестница                                  | Имя персонажа не указано                                         |
| 1975 | ф   | Переполох                                 | Сашико                                                           |
| 1975 | ф   | Субботний вечер                           | Бесо                                                             |
| 1975 | ф   | Любовь с первого взгляда                  | Селим                                                            |
| 1975 | ф   | Любовь, велика сила твоя (киноальманах)   | милиционер                                                       |
| 1975 | ф   | Незваные гости                            | Элибо, хозяин дома (дублировал Григорий Тонунц)                  |
| 1976 | ф   | Три рубля                                 | Бесо                                                             |
| 1976 | ф   | Термометр                                 | Бесо                                                             |
| 1976 | ф   | Как утренний туман                        | Имя персонажа не указано                                         |
| 1976 | ф   | Городок Анара                             | человек, желающий заполучить рог                                 |
| 1976 | ф   | Иваника и Симоника                        | дьякон                                                           |
| 1976 | ф   | Дневник Карлоса Эспинолы                  | Антонио Эспинола                                                 |
| 1976 | ф   | Древо желания                             | бунтарь Иорами                                                   |
| 1977 | ф   | Лимонный торт                             | Бесо                                                             |
| 1977 | ф   | Бабочка                                   | Бесо                                                             |
| 1977 | ф   | Покорители гор                            | Бесо                                                             |
| 1977 | ф   | Ученик эскулапа                           | Бежан (дублировал Григорий Тонунц)                               |
| 1978 | ф   | Три жениха                                | Бесо                                                             |
| 1978 | ф   | Кваркваре                                 | Тите Натутари (дублировал Артём Карапетян)                       |
| 1978 | ф   | Кентавры                                  | бармен Уго                                                       |
| 1978 | ф   | Короли и капуста                          | Сабас, государственный следователь Анчурии                       |
| 1978 | ф   | Перерыв                                   | Высокий                                                          |
| 1978 | ф   | Пока безумствует мечта                    | фон Браульбарс                                                   |
| 1979 | ф   | Дюма на Кавказе                           | князь Атажук Вахвари                                             |
| 1979 | ф   | Ретивый поросёнок                         | покупатель на базаре                                             |
| 1980 | ф   | Удача                                     | Кахи                                                             |
| 1980 | ф   | Девушка со швейной машинкой               | Кола                                                             |
| 1980 | ф   | Шальная пуля                              | Имя персонажа не указано                                         |
| 1981 | ф   | Три дня знойного лета                     | старый археолог Сулхан                                           |
| 1981 | ф   | Тифлис-Париж и обратно                    | князь Манучар Абхаидзе                                           |
| 1982 | ф   | Дмитрий II                                | католикос                                                        |
| 1982 | ф   | Колокол священной кузни                   | Закабей Звандо                                                   |
| 1982 | ф   | Примите вызов, сеньоры!                   | кавалер Рипофратта                                               |
| 1983 | ф   | Ратили                                    | князь Эристов                                                    |
| 1983 | ф   | Клятвенная запись                         | Шах-Аббас                                                        |
| 1983 | ф   | Я готов принять вызов                     | атаман гайдуков                                                  |
| 1984 | ф   | Бьют — беги!                              | директор завода                                                  |
| 1984 | ф   | Покаяние                                  | Михаил Коришели                                                  |
| 1984 | ф   | Рассказ бывалого пилота                   | Арчил                                                            |
| 1985 | ф   | Белая роза бессмертия                     | водяной                                                          |
| 1985 | ф   | Пока пройдёт осенний дождь                | Имя персонажа не указано                                         |
| 1985 | ф   | Господа авантюристы                       | Буча Гвинерия                                                    |
| 1988 | ф   | Преступление свершилось                   | Андро                                                            |
| 1988 | ф   | Житие Дон Кихота и Санчо                  | Дон Кихот                                                        |
| 1989 | ф   | Бесаме                                    | маэстро                                                          |
| 1989 | ф   | Одинокий охотник                          | Вахтанг                                                          |
| 1991 | ф   | Побег на край света                       | хозяин бродячего цирка                                           |
| 1991 | ф   | Я крёстный Пеле                           | Ладо                                                             |
| 1991 | ф   | Царь Иван Грозный                         | Иван Грозный / блаженный                                         |
| 1992 | ф   | Золотой паук                              | Чече                                                             |
| 1993 | ф   | Месть шута                                | Орсини                                                           |
| 1993 | ф   | Шейлок                                    | Шейлок                                                           |
| 1994 | ф   | Колыбельная                               | дедушка Кето                                                     |
| 1994 | ф   | Простодушный                              | судья                                                            |
| 1996 | ф   | Смерть Орфея                              | Элизбар, художник-звиадист                                       |
| 1996 | ф   | Тысяча и один рецепт влюблённого кулинара | Ной Жордания, президент Грузии                                   |
| 1997 | ф   | Райские птички                            | начальник колхоза                                                |
| 1997 | тсп | Звёздная ночь в Камергерском              | участник капустника МХТ (номер «Лицо кавказской национальности») |
| 1999 | ф   | Прикованные рыцари                        | Дон Кихот                                                        |
| 2000 | ф   | Ковчег                                    | сельский священник                                               |
| 2001 | с   | Игры в подкидного                         | Вахтанг                                                          |
| 2001 | ф   | Наследницы                                | Давид Хетовани, издатель                                         |
| 2001 | ф   | Мамука                                    | Имя персонажа не указано                                         |
| 2002 | ф   | Дронго                                    | вор в законе Георгий Хабашели «Генерал»                          |
| 2004 | с   | Граф Крестовский                          | Тито Шариа                                                       |
| 2005 | ф   | И шёл поезд                               | Лестанбер                                                        |
| 2005 | ф   | Наследницы 2                              | Давид Хетовани, издатель                                         |
| 2006 | ф   | Золотой телёнок                           | Гигиенишвили                                                     |
| 2008 | ф   | Пари на любовь                            | барон                                                            |
| 2012 | ф   | Слепые свидания                           | отец                                                             |
| 2014 | ф   | Ч/Б                                       | старик Магомед Абдуллаевич                                       |
| 2014 | ф   | Тэли и Толи                               | старик Кахи Кипиани                                              |
| 2021 | ф   | Брайтон-4                                 | отец                                                             |

## Награды
- 1976 — Заслуженный артист Грузинской ССР[15]
- 1981 — Народный артист Грузинской ССР[15]
- 1989 — ВТФ (Приз за лучшую мужскую роль, фильм «Житие Дон Кихота и Санчо»)
- 1989 — КФ «Созвездие» (Спец. диплом жюри «За воплощение величайшего образа Дон Кихота», фильм «Житие Дон Кихота и Санчо»)[16]
- 1996 — Премия «Золотой Овен» (Лучшему актёру года)
- 1998 — Орден Чести[15][17]
- 1999 — ОКФ «Киношок» в Анапе (Приз за лучшую мужскую роль, фильм «Прикованные рыцари»)
- 2010 — Государственная премия Грузии имени Шота Руставели[15]
- 2014 — Почётный гражданин Тбилиси.
- 2016 — приз «Золотой журавль» на фестивале «Амурская осень» (фильм «Тэли и Толи»)